# جنيفر مورلا
جنيفر مورلا (بالإنجليزية: Jennifer Morla)‏ هي مصممة جرافيك أمريكية، ولدت في 1955.